# Tengerite-(Y)
La tengerite-(Y) è un minerale.